# قرار مجلس الأمن التابع للأمم المتحدة رقم 382
قرار مجلس الأمن التابع للأمم المتحدة رقم 382، الذي اعتمد بالإجماع في 1 ديسمبر 1975، بعد النظر في طلب سورينام للانضمام إلى عضوية الأمم المتحدة، أوصى المجلس الجمعية العامة بقبول سورينام.